# 奧爾良縣 (紐約州)
奧爾良縣（英語：Orleans County）是美國紐約州西部的一個縣，北臨安大略湖。面積2,117平方公里。根據美國2000年人口普查，共有人口44,171。縣治阿爾比恩。
成立於1824年，紀念法國奧爾良王室。